# Obična hobotnica
Hobotnica (lat. Octopus vulgaris) je vrsta mekušca iz porodice Octopodidae. Ima 8 krakova s kojima može dostići duljinu i do 3 metra. Hobotnica je odlično prilagođena životu lovca, ali i plijena, jer ima tajno oružje. U tjelesnim naborima krije vrećicu s crnilom koje ispušta kad želi zbuniti svoje neprijatelje. Hobotnica izgleda kao gomoljasta glava s osam nogu, no njezino vrećasto tijelo krije iznimno dobro razvijen mozak i živčani sustav, zbog čega je hobotnica iznenađujuće inteligentna morska životinja.

## Način življenja
Hobotnica je važan stanovnik morskog dna gdje živi na stjenovitim obalama i većinu vremena provodi u rupama ili raspuklinama stijena u plitkoj vodi. Katkad krakovima prenosi kamenje i gradi neku vrstu "utvrde" na morskom dnu. Hobotnica se kreće plivajući ili pužući po dnu na vrhovima krakova, a pri bijegu se kreće unatrag. Po mogućnosti se povlači uvijek u isto sklonište. Sklonište se prepoznaje po uredno naslaganom većem i manjem kamenju ispred rupe. Mužjak se od ženke razlikuje po trećem kraku s desne strane, gledajući odozgora, koji kod mužjaka završava u obliku žličice, zove se hektokotilus.
Danju hobotnica većinu vremena provodi u svom skrovištu i pritom promatra okolinu. Njezine velike oči s kapcima prilagođene su prigušenom svjetlu pod vodom pa mogu razaznati gibanja i prepoznati strukture.
Hobotnica je osjetljiva na hladnoću i zbog toga ih mnogo ugiba zimi u plitkim predjelima uz obalu zbog niskih temperatura mora. Hobotnica umočena u slatku vodu ugiba za nekoliko sekundi.

## Prehrana i način lova
Kao većina podvodnih lovaca izlazi i hobotnica iz svojeg skrovišta tek kad se smrači te odlazi u potragu za hranom. Njezina omiljena hrana su rakovi, rakovice i školjkaši. Iako je hobotnica odličan plivač, najčešće svoj plijen lovi primjenjujući lukavstvo. Može mijenjati boju tijela i tako se prilagoditi okolini. Ležeći maskirana na morskom dnu promatrat će okolinu i jurnuti na neopreznog "prolaznika" te ga omamiti svojim nervnim otrovom. Njezini dugi i snažni krakovi rastezljivi su i opremljeni s dva reda prianjalki, kojima hobotnica može čvrsto držati i sklizak plijen.
Ako je njezina žrtva neki mekušac s tvrdom ljušturom, hobotnica će razbiti ljušturu svojim "papagajskim kljunom" tj. čeljustima sličnim kljunu. Kad želi uloviti neki mnogo opasniji plijen, kao što je naprimjer hlap, služi se lukavijom metodom. Najprije u vodu ispusti oblak crnila i tako smanji vidljivost, a zatom se kroz taj oblak oprezno približi hlapu i zgrabi ga sa stražnje strane kako ovaj ne bi mogao upotrijebiti svoja kliješta za obranu.

## Neprijatelji i obrana
U neprijatelje hobotnice ubrajaju se ugori, dupini i morski psi, kojima je ona česta hrana. Ako je moguće, hobotnica će im pobjeći najvećom mogućom brzinom pomoću svog "mlaznog pogona" te izbaciti crnilo. Hobotnica osim toga ima sposobnost da se provuče kroz vrlo male otvore kroz koje je neprijatelji ne mogu slijediti pa ostaju zbunjeni ispred njenog skloništa.
Svojom sposobnošću da se bojom u potpunosti prilagodi okolini hobotnica, međutim, već unaprijed sprečava da je netko otkrije. Ona pigmente boje u svojoj koži može rasporediti po želji, može ih na nekim mjestima zgusnuti, na nekima razrijediti te oblikovati pruge i uzorke koji su u skladu s okolinom.
Najučinkovitija obrambena metoda jest ona ista koju koristi i u lovu. Ako je netko slijedi, ispustit će hobotnica u vodu velik oblak crnila. Istodobno ispušta i tvar koja umrtvljuje osjetilo mirisa protivnika tako da je on više neće biti u stanju pronaći.
Mora se spomenuti i 'otrovni zub' koji se nalazi u središtu gdje izrastaju krakovi, ispod hobotnice. Ribolovci paze da taj zub uklone kada ulove hobotnicu da ne nastradaju.

## Razmnožavanje
Hobotnice koje se pare izgledaju kao da se drže za ruke. No u stvarnosti mužjak pomoću posebnog kraka, koji se naziva hektokotilus, uštrcava spermafore (sjemene vrećice) u otvor plašta ženke kako bi oplodio jajašca. Tjedan dana kasnije ženka polaže jajašca u obliku grozdastih nakupina, oblaže ih želetinoznom masom i pričvršćuje za stijenu. Tijekom četiri do šest tjedana, koliko je potrebno da se iz jaja izlegu larve, čuva jajašca, često ih dodiruje i čisti te im dovodi svježu vodu. Ta briga za mrijest može je stajati i života jer za to vrijeme ništa ne jede pa može u potpunosti izgubiti snagu i uginuti.
Iz jaja će se izleći ličinke duge samo 3 mm,koje izgledaju kao minijaturne hobotnice. Zajedno s planktonom plutaju neko vrijeme u vodi da bi se kasnije spustile na morsko dno, gdje brzo rastu.